# Live 1970
Live 1970 – koncertowy album grupy Soft Machine zestawiony z nagrań dokonanych w 1970 i wydany w 1998 r.

## Historia i charakter albumu
Tytuł dysku – Live 1970 – sugerował jedyną pewną informację, że płyta zawiera koncertowe nagrania, które zostały dokonane w 1970 r.
W nocie z 1998 r. wydrukowanej we wkładce, jej autor – Hugh Hopper – napisał oto przykłady z dwu koncertowych występów w 1970 r. gdzieś w Europie. Sądził także, iż dwa pierwsze utwory został nagrane w czerwcu.
Kalendarz Soft Machine był bardzo napięty. Grupa koncertowała od 4 stycznia do 26 kwietnia właściwie nieustannie, z tego od 15 stycznia do 4 kwietnia, z małym wyjątkiem, w Europie kontynentalnej.
Jednak w miarę poszerzania wiedzy o nagraniach zespołu jest już prawie pewne, że nagrania zostały dokonane w Wielkiej Brytanii. Graham Bennett sugeruje daty 13 lutego w University College w Swansea lub 14 lutego na London School of Economics dla pierwszych dwóch nagrań.
Nagrania pozostałe zostały dokonane w Royal Albert Hall w Londynie 13 sierpnia w programie "Proms" czyli Henry Wood Promenade Concerts. 
Tradycja "Proms" była długa, sięgała 1895 r. i stopniowo rozwinęła się do najbardziej popularnego na świecie programu poświęconego muzyki poważnej przedstawianej w mniej formalny "niefilharmoniczny" sposób. Popularność i ranga programu wzrosła niebywale, gdy w 1927 r. głównym sponsorem zostało BBC i rozpoczęło radiowe emisje koncertów. 
Od 1941 r. koncerty te odbywały się w Royal Albert Hall w Londynie.
Na początku lat 60. XX w. liczba wykonawców w czasie jednego koncertu wzrosła, jak również poszerzył się zakres prezentowanych muzycznych gatunków. W 1970 r. do programu włączono współczesną muzykę. Akcję tę przeprowadzał Tim Souster, eklektyczny i rebeliancki kompozytor mieszający w swoich kompozycjach awangardę ze stylami bardziej popularnymi. Souster nie zawahał się i zaprosił awangardzistów: Terry'ego Rileya i Soft Machine. 
Występ w "Proms" był najbardziej nobilitującym koncertem w karierze zespołu. (zobacz więcej Third, wydanie z 2007 r.)
Utwory "Out-Bloody-Rageous", "Facelift" i "Esther's Nose Job" został także wydane na Live at the Proms 1970 (1988), a "Facelift", "Moon in June" i "Esther's Nose Job" na Kings of Canterbury (2003).

## Muzycy
- Mike Ratledge – organy, elektryczne pianino
- Robert Wyatt – perkusja, wokal
- Hugh Hopper – gitara basowa
- Lyn Dobson – saksofony (1, 2)
- Elton Dean – saksofony (3-7)

## Spis utworów
Lista według okładki CD
- 1. Facelift (Hopper) [5:04] (fragment)
- 2. Moon in June (Wyatt) [5:59] (fragment)
- 3. Out-Bloody-Rageous (Ratledge)
- 4. Facelift (Hopper)
- 5. Pig (Ratledge)
- 6. Orange Skin Food (Ratledge)
- 7. A Door Opens and Closes (Ratledge)
- 8. 10.30 Returns to the Bedroom (Ratledge)

Lista według Grahama Bennetta
- 1. Facelift
- 2. Moon in June
- 3. Out-Bloody-Rageous
- 4. Facelift
- 5. Esther's Nose Job
  - Fire Engine Passing with Bell Clanging
  - Pig
  - Orange Skin Food
  - A Door Opens and Closes
  - 10.30 Return to the Bedroom
- 6. Pigling Bland
- 7. 10.30 Returns to the Bedroom (reprise).

## Opis płyty
- Data nagrania CD – być może 13 lub 14 lutego 1970 (1, 2) oraz 13 sierpnia 1970 (3-7)
- Miejsce – University College, Swansea (13. 2) lub London School of Economics (14.2) (1, 2); Royal Albert Hall, Londyn (3-7).
- Długość – 47:27
- Firma nagraniowa – Blueprint USA
- Numer katalogowy – BP290CD
- Data wydania – 13 października 1998